# Affaire Léo Balley
L'affaire Léo Balley est une affaire criminelle française qui a pour point de départ la disparition inquiétante d'un jeune garçon de 6 ans 1/2, le 19 juillet 1996 dans le massif du Taillefer à proximité de la commune de Livet-et-Gavet, dans le sud du département de l'Isère. 
En 2008, cette affaire est reliée à d'autres cas d'enfants, adolescents ou adultes disparus, tués ou agressés dans le même département et connu sous l'appellation des « disparus de l'Isère ».

## Disparition

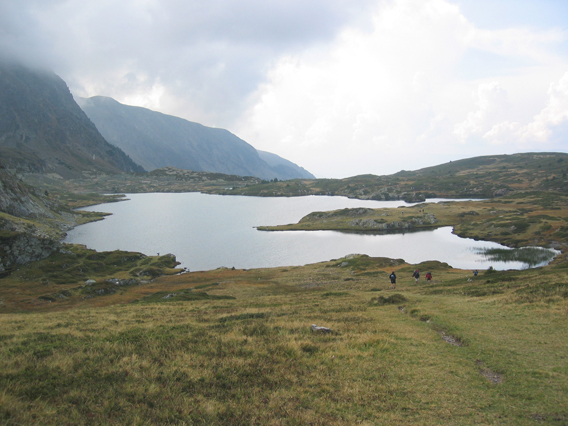
le secteur du lac Fourchu (Isère)

Le 19 juillet 1996, Léo, un jeune garçon âgé de six ans et demi, disparait sur les bords du lac Fourchu, situé vers 2 000 mètres d'altitude. L'enfant campait en compagnie de son père et de trois amis dans ce secteur montagneux de l'Isère, au sud de Grenoble. Vers 17 h 30, le groupe prit la décision de se rendre à une cascade distante d'un peu plus d'un kilomètre du campement. Léo les avait d'abord accompagnés mais fatigué, il avait décidé de faire demi-tour seul pour rejoindre le campement (sur une courte distance), laissant les adultes poursuivre leur marche vers le torrent. L'enfant n'a plus donné signe de vie après avoir quitté son père. Sa disparition se serait donc déroulée sur le chemin du retour.

## Famille
Le père de l'enfant, lequel l'accompagnait ce jour-là, est Alain Balley, régisseur de spectacle pour la ville de Grenoble, qu'il ne faut confondre avec l'homme politique Alain Ballay.

## Enquête
Les services de gendarmerie ayant été prévenus, ceux-ci procèdent rapidement au sondage du lac Fourchu et fouille les abords montagneux du site mais ils ne retrouvent aucune trace de l'enfant,. Un homme, au comportement suspect et possédant une  citroën BX, aperçu dans le secteur, ce jour-là par de nombreux témoins, n'a jamais été retrouvé.

## Tentative d'usurpation d'identité
En 2004 l'usurpateur d'identités français Frédéric Bourdin (surnommé « Le Caméléon ») tente de se faire passer pour Léo Balley, alors disparu depuis plus de huit ans. Il est condamné la même année à 24 mois de prison, dont quatre mois ferme par le tribunal de Grenoble,. Cette affaire d'usurpation sur Léo a inspiré (partiellement car certains faits sont différents) les scénaristes d'Alex Hugo, une série télévisée policière pour l'épisode Mauvais sang .

## «Cold case»?

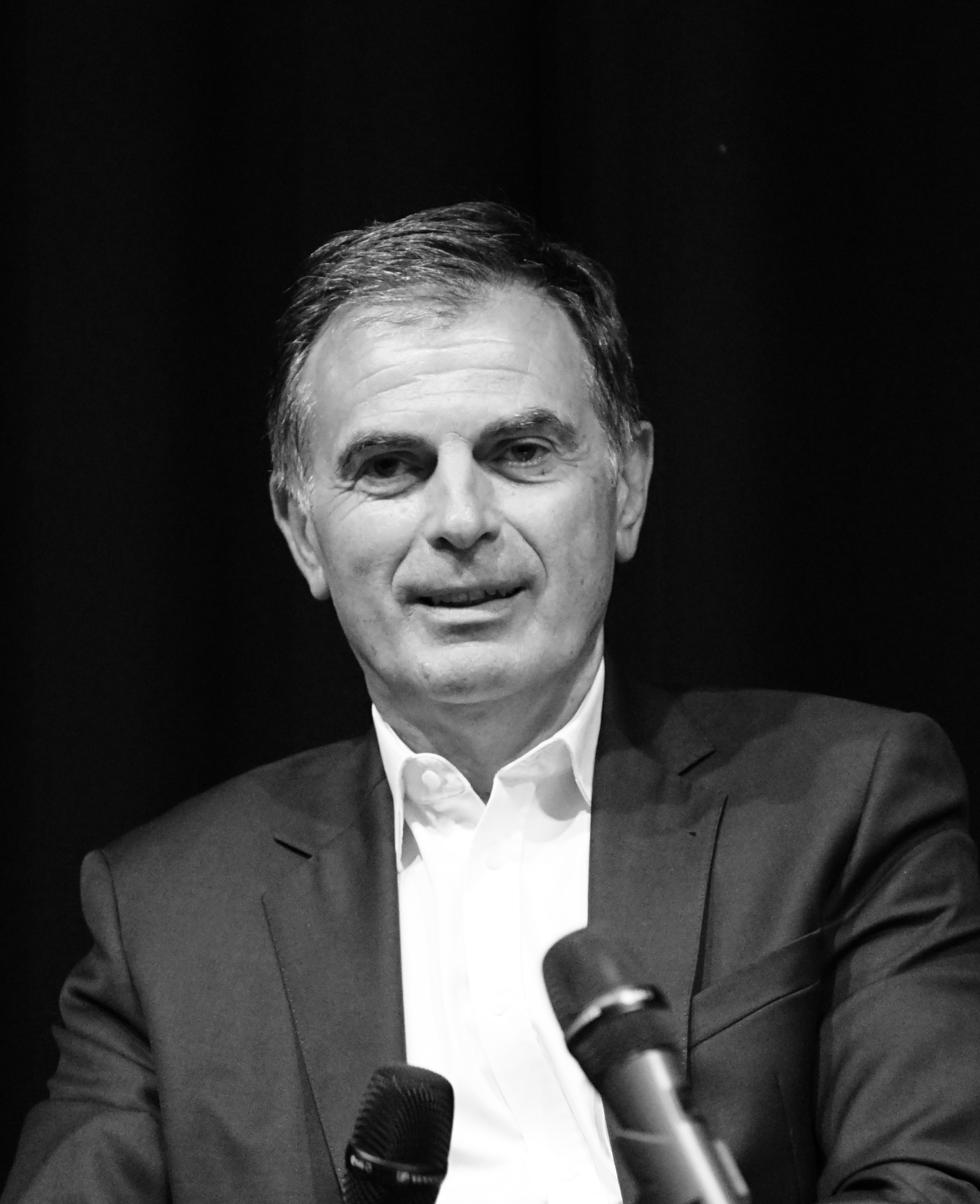
Jacques Dallest en 2019.

En 2022, sous l'impulsion de Jacques Dallest, procureur général de la cour d'appel de Grenoble, un nouveau pôle judiciaire dédié aux affaires non élucidées et aux crimes en série est créé à Nanterre. Ce pôle va gérer les dossiers des enfants disparus, connus sous l'appellation des « Disparus de l'Isère ». Bien que que l'affaire Léo Balley soit souvent cité par la presse comme relevant de cette liste,, le dossier n'a entrainé, pour l'instant (2024), aucune investigation supplémentaire de la part du parquet,.

### Documentaires télévisés
- « Le scandale des disparus de l'Isère » en 2010 dans Les Faits Karl Zéro présenté par Karl Zéro sur 13e rue.
- « Les enfants disparus de l'Isère » dans Affaires non résolues le 18 septembre 2010, 7, 23 et 26 juillet 2013 sur France 5 et sur 13e rue.